# London Organising Committee of the Olympic Games and Paralympic Games
De London Organising Committee of the Olympic Games and Paralympic Games (afgekort LOCOG) was sinds 7 oktober 2005 een besloten vennootschap dat verantwoordelijk is voor de organisatie van de Olympische Zomerspelen van 2012 in Londen.
De Olympic Delivery Authority is een zusterorganisatie die verantwoordelijk is voor de bouw van de accommodaties en infrastructuur voor de Spelen. Het LOCOG is opgeheven op 30 mei 2013.
- Gemeinsame Normdatei: 1026065143
- Library of Congress Control Number: no2009188408
- Nationale Bibliotheek van Israël: 987007599563705171
- Virtual International Authority File: 263782937